# Milada Petříková-Pavlíková
Milada Petříková-Pavlíková (22. srpna 1895 Tábor – 30. června 1985 Praha) byla česká architektka, první žena v ČSR, která byla promována (1921) na Ing. arch. na Vysoké škole architektury a pozemního stavitelství ČVUT v Praze. Byla manželkou prof. Theodora Petříka.

## Životopis

### Mládí a studia
Milada Petříková-Pavlíková vyrůstala s mladší sestrou Libuší v rodině táborského lékaře a vlastence MUDr. Josefa Pavlíka. Absolvovala dívčí gymnázium Minerva. V roce 1914 začala – ač to c. k. rakousko-uherské předpisy nedovolovaly – v Praze studovat architekturu. Zkoušky z pozemního stavitelství však vykonala neoficiálně, byly jí uznány až 2. prosince 1918 v samostatné ČSR. Po dobu svých studií v Praze bydlela u své tety Anny Honzákové, která jistě na ni měla kladný vliv. Další studia architektury Petříková ukončila s vyznamenáním 18. června 1921 a byla promována inženýrkou architektkou jako první žena v ČSR. Brzy nato – 22. června – se provdala na Staroměstské radnici za profesora Vysoké školy zemědělského a lesního inženýrství při ČVUT Ing. arch. Dr. Theodora Petříka (8. 10. 1882 Tábor – 2. 6. 1941 Praha).

### Architektka
Milada Petříková začala pracovat jako svobodná architektka. Jejím osobitým přínosem pro tehdejší československou architekturu byla pozornost k domu jako předmětu organicky fungujícího domova, naplněného pocitem sounáležitosti. Brala stavbu-dům jako vyjádření citového vztahu člověka k jeho nejbližšímu světu, neopomíjela otázky humanizace a intimizace. Architektce Petříkové ani po létech nelze upřít prioritu v nasměrování pozornosti k sociálním stavbám pro ženy.
Po náhlém ovdovění v červnu 1941 se dále věnovala rodině (péče o 3 syny-studenty), nevzdala se ale ani své architektury. Avšak situace rodiny, nejen finanční, byla neutěšená a byla nucena se vzdát i rodinného sídla Petříků v Táboře na „Převrátilce“. Také v roce 1948 začala mít potíže pro „třídní původ“ svůj i manžela, zřejmě i kvůli v Itálii provdané sestře Libuši; po roce 1950 ukončila své povolání svobodné architektky a pracovala ve velkém podniku Stavoprojekt v oddělení urbanismu, kde nebyla, stejně jako většina tehdejších architektů, příliš spokojená. Později pracovala v podniku Rudný projekt, kde zpracovávala urbanistické plány sídlišť a dolů.

### Publikační a osvětová činnost
Kromě své profesní práce často publikovala, např. publikace Jak bydlet (Orbis, 1932); články a pojednání na téma dětské jesle, racionální kuchyně, rodinný dům; popularizace kulturního bydlení na venkově. Často publikovala spolu s manželem. V roce 1946 se účastnila výstavy Žena v boji, práci a tvorbě, o pár let později v Praze u Topičů výstavy Česká a slovenská výtvarná umělkyně a v roce 1953 členské výstavy Svazu čs. výtvarných umělců v Umělecké besedě.

## Připomínání

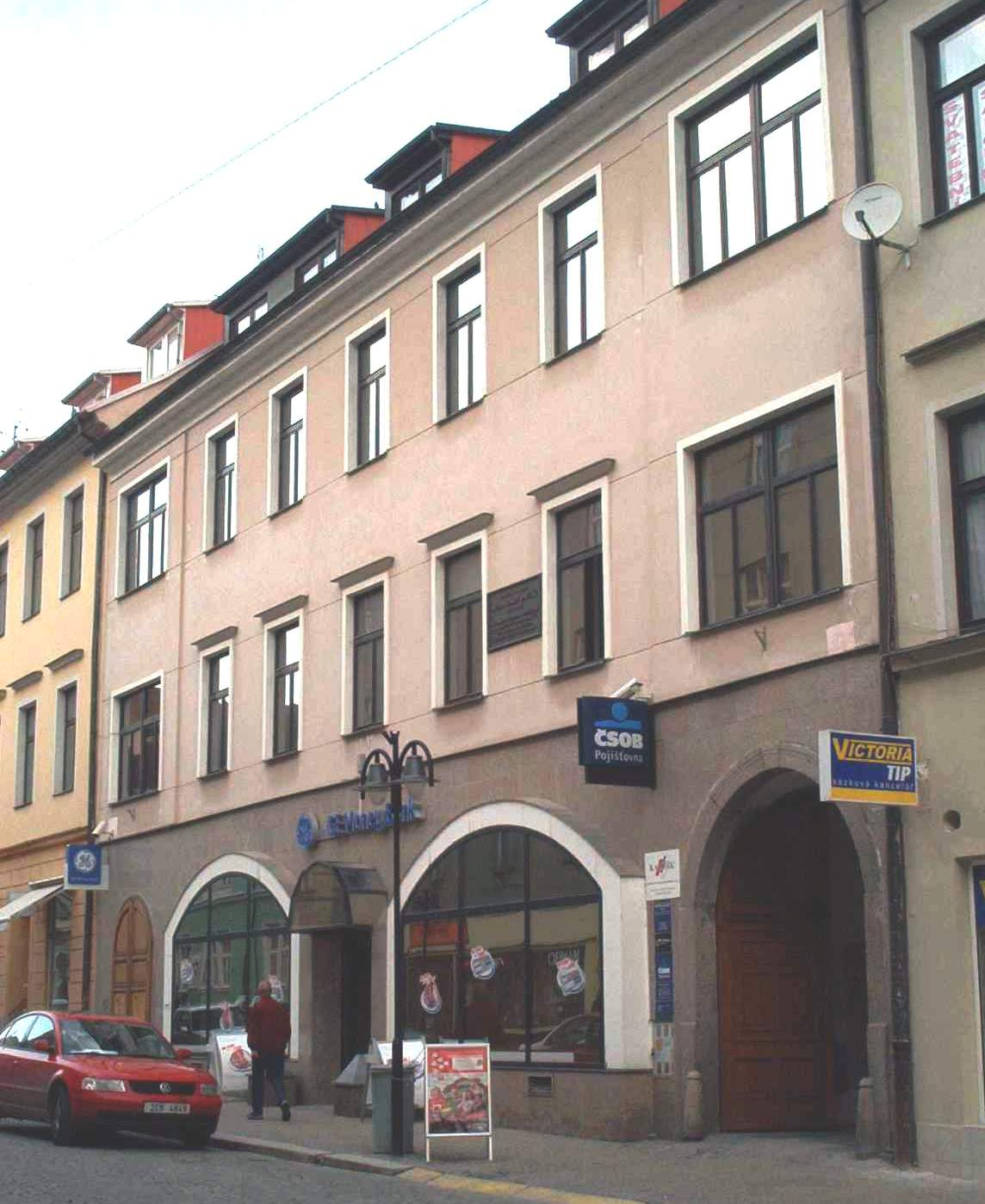
Rodný dům ing.arch.M.Petříkové, Tábor-Palackého ul.357 – s pamětní deskou MUDr.Pavlíka

- Právem bylo její jméno a dílo uvedeno na předním místě na obsáhlé výstavě „Povolání: architekt(ka)“ o tvorbě českých architektek od první republiky až po současnost (v galerii Nová síň v Praze, 2003).
- Až do svého vysokého věku jezdívala ing. arch. Petříková-Pavlíková do Tábora a na letní byt v Plané nad Lužnicí; živě se zajímala o památku svého otce;[p 4] o dějiny města a také o práci táborského muzea.

## Dílo
- nájemní dům, Praha – Holešovice, Přístavní 55, spolu s T. Petříkem, 1922
- domy Stavebního družstva pro zřízení útulného domova osamělým ženám, Praha 6 – Dejvice, Šolínova 1 a 3 (projekt 1922, 1923–1934)
- rodinný dům Albíny Honzákové, Dobřichovice 1923
- vila Bedřicha Honzáka, Hradec Králové, spolu s manželem Theodorem Petříkem, 1923[4]
- Interiéry Dívčí studentské koleje Budeč, Praha 2 – Vinohrady, 1924
- Kampelička, Dobré u Dobrušky, 1926

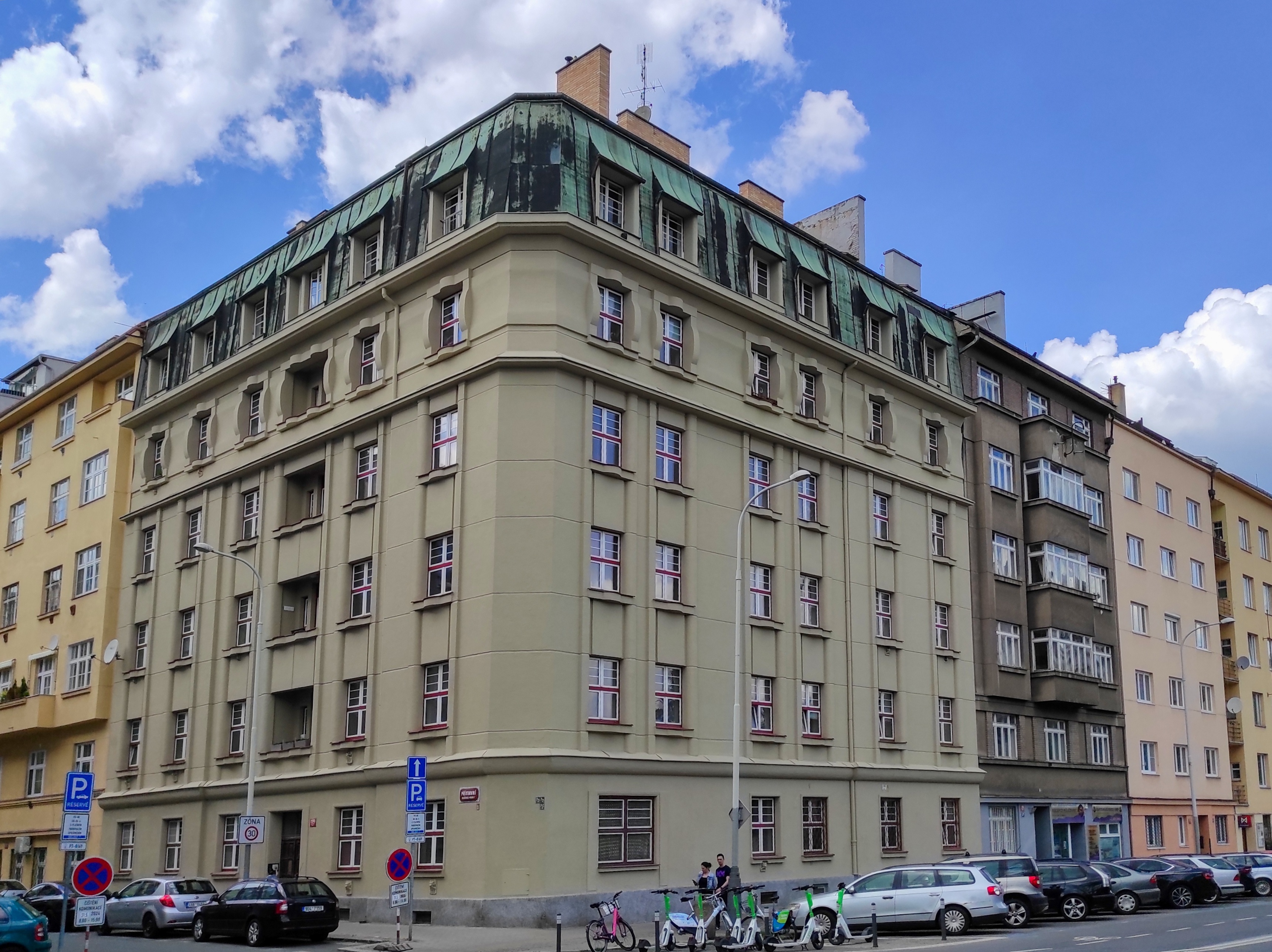
Nájemní dům na rohu Přístavní a Jankovcovy ulice v Praze 7 – prvotina Milady Petříkové-Pavlíkové

- Nájemní dům na rohu Přístavní a Jankovcovy ulice v Praze 7 – prvotina Milady Petříkové-PavlíkovéDomov Charlotty Masarykové, azylový dům spolku Čsl. ochrana ženských zájmů, Praha 2 – Vinohrady, Dykova 20/50, 1928, spolu s Theodorem Petříkem – v tvorbě obou manželů-architektů lze najít mnoho společných projektů se stopami autorského rukopisu každého z nich, dohromady však tvoří vynikající symbiózu
- rodinný dům, Praha 6 – Dejvice, 1929, spolu s Theodorem Petříkem
- spolkový dům Ženského klubu českého, Praha 1, Ve Smečkách 26, projekt 1929, 1931–1933. Známý dům byl postaven Stavebním družstvem Ženského klubu českého na základě rozhodnutí ze dne 16. března 1928; projekt jako členka vypracovala pro klub zdarma; koncepce domu byla velkorysá: klubovny, sál (ve kterém dnes sídlí divadlo Činoherního klubu), knihovna, restaurace a zejména ubytování.
- činžovní dům Bedřicha Honzáka, Hradec Králové, spolu s manželem Theodorem Petříkem, 1931–32[5]
- Jesle a mateřská školka dr. Václava Vacka, Praha 4 – Lhotka (1947–1950)
- Projekt rozšíření hřbitova, Slivenec, s Janem Mayerem, 1949